# Temuco
Temuco là thành phố và là thủ phủ tỉnh Cautín miền nam Chile. Thành phố nằm cách phía nam Santiago de Chile 670 km tại trung tâm vùng Araucanía hiện đại và Araucanía (vùng lịch sử).
Temuco được thành lập bởi quân đội Chile ở vùng lãnh thổ Mapuche 1881 trong suốt chiếm giữ Araucanía và nhanh chóng trở thành một trong những thành phố lớn ở Chile.

## Tên gọi
Tên gọi thành phố xuất phát từ tiếng Mapuche, nghĩa là "nước temu"; "temu" (Blepharocalyx cruckshankii) là một loài cây được người Mapuche dùng làm thuốc.

## Khí hậu
| Dữ liệu khí hậu của Temuco                          | Dữ liệu khí hậu của Temuco | Dữ liệu khí hậu của Temuco | Dữ liệu khí hậu của Temuco | Dữ liệu khí hậu của Temuco | Dữ liệu khí hậu của Temuco | Dữ liệu khí hậu của Temuco | Dữ liệu khí hậu của Temuco | Dữ liệu khí hậu của Temuco | Dữ liệu khí hậu của Temuco | Dữ liệu khí hậu của Temuco | Dữ liệu khí hậu của Temuco | Dữ liệu khí hậu của Temuco | Dữ liệu khí hậu của Temuco |
| Tháng                                               | 1                          | 2                          | 3                          | 4                          | 5                          | 6                          | 7                          | 8                          | 9                          | 10                         | 11                         | 12                         | Năm                        |
| --------------------------------------------------- | -------------------------- | -------------------------- | -------------------------- | -------------------------- | -------------------------- | -------------------------- | -------------------------- | -------------------------- | -------------------------- | -------------------------- | -------------------------- | -------------------------- | -------------------------- |
| Cao kỉ lục °C (°F)                                  | 34.4 (93.9)                | 35.3 (95.5)                | 33.1 (91.6)                | 29.2 (84.6)                | 22.1 (71.8)                | 19.8 (67.6)                | 20.0 (68.0)                | 22.0 (71.6)                | 25.6 (78.1)                | 30.0 (86.0)                | 30.4 (86.7)                | 34.2 (93.6)                | 35.3 (95.5)                |
| Trung bình ngày tối đa °C (°F)                      | 23.4 (74.1)                | 23.8 (74.8)                | 21.7 (71.1)                | 17.8 (64.0)                | 14.3 (57.7)                | 11.6 (52.9)                | 11.3 (52.3)                | 12.8 (55.0)                | 14.9 (58.8)                | 17.0 (62.6)                | 19.0 (66.2)                | 21.5 (70.7)                | 17.4 (63.3)                |
| Trung bình ngày °C (°F)                             | 16.7 (62.1)                | 16.5 (61.7)                | 14.5 (58.1)                | 11.8 (53.2)                | 10.0 (50.0)                | 7.9 (46.2)                 | 7.4 (45.3)                 | 8.2 (46.8)                 | 9.5 (49.1)                 | 11.3 (52.3)                | 13.1 (55.6)                | 15.2 (59.4)                | 11.8 (53.2)                |
| Tối thiểu trung bình ngày °C (°F)                   | 9.6 (49.3)                 | 9.2 (48.6)                 | 8.0 (46.4)                 | 6.4 (43.5)                 | 6.2 (43.2)                 | 4.7 (40.5)                 | 4.0 (39.2)                 | 4.1 (39.4)                 | 4.7 (40.5)                 | 5.9 (42.6)                 | 7.4 (45.3)                 | 8.9 (48.0)                 | 6.6 (43.9)                 |
| Thấp kỉ lục °C (°F)                                 | 1.0 (33.8)                 | 0.9 (33.6)                 | −0.2 (31.6)                | −3.5 (25.7)                | −5.0 (23.0)                | −5.0 (23.0)                | −6.6 (20.1)                | −4.6 (23.7)                | −3.8 (25.2)                | −2.2 (28.0)                | 0.2 (32.4)                 | 0.4 (32.7)                 | −6.6 (20.1)                |
| Lượng Giáng thủy trung bình mm (inches)             | 39.9 (1.57)                | 40.2 (1.58)                | 48.3 (1.90)                | 90.1 (3.55)                | 185.8 (7.31)               | 209.0 (8.23)               | 173.1 (6.81)               | 131.4 (5.17)               | 101.1 (3.98)               | 83.9 (3.30)                | 58.2 (2.29)                | 51.2 (2.02)                | 1.212,2 (47.71)            |
| Số ngày giáng thủy trung bình                       | 6                          | 6                          | 8                          | 12                         | 18                         | 19                         | 18                         | 17                         | 15                         | 12                         | 10                         | 8                          | 149                        |
| Độ ẩm tương đối trung bình (%)                      | 71                         | 72                         | 77                         | 82                         | 86                         | 87                         | 86                         | 84                         | 80                         | 79                         | 77                         | 74                         | 80                         |
| Số giờ nắng trung bình tháng                        | 303.8                      | 265.6                      | 226.3                      | 147.0                      | 111.6                      | 75.0                       | 89.9                       | 124.0                      | 171.0                      | 179.8                      | 210.0                      | 272.8                      | 2.176,8                    |
| Số giờ nắng trung bình ngày                         | 9.8                        | 9.4                        | 7.3                        | 4.9                        | 3.6                        | 2.5                        | 2.9                        | 4.0                        | 5.7                        | 5.8                        | 7.0                        | 8.8                        | 6.0                        |
| Nguồn 1: Dirección Meteorológica de Chile           |                            |                            |                            |                            |                            |                            |                            |                            |                            |                            |                            |                            |                            |
| Nguồn 2: Universidad de Chile (sunshine hours only) |                            |                            |                            |                            |                            |                            |                            |                            |                            |                            |                            |                            |                            |